# Soho Foundry
Soho Foundry (Smethwick, cerca de Birmingham, Inglaterra), inaugurada en 1795 por Boulton, Watt and Sons, la empresa constituida veinte años antes por  Matthew Boulton y James Watt, fue una fundición y fabrica dedicada a la fabricación de máquinas de vapor. El complejo desempeño un papel clave en el desarrollo de la revolución industrial británica que había comenzado en esa segunda mitad del siglo XVIII, no solo por sus innovadores métodos de producción sino también por implementar nuevos sistemas de gestión, influenciendo en este sentido a las ideas de Henry Maudslay y de Joseph Whitworth y por ser el precursor de los actuales sistemas de gestión.

... la Soho fue verdaderamente una planta pionera con sus diseños científicos de trabajo, su subdivisión y especialización del trabajo en conformidad con el mayor uso de maquinaria, sus métodos más efectivos de pagos de salarios y su mejor sistema de mantenimiento de registros y costes contables... Sin duda, la factoría Soho se adelantó en un siglo a su tiempo. Claude S. George

En la actualidad, las instalaciones están dedicadas a la fabricación de balanzas.
A partir de 1798, ya se había utilizado el gas como iluminación para el interior de la fábrica, en 1802 se extendió el alumbrado de gas a todo el complejo, adelantándose así diez años a la primera empresa de comercialización de gas del mundo —la London and Westminster Gas Light and Coke Company—, y dos de los ingenieros de Soho, William Murdoch y Samuel Clegg, desempenarían, por separado, papeles importantes en el desarrollo de la nueva tecnología del alumbrado de gas.